# يوكي تاكابابياشي
يوكي تاكابابياشي (باليابانية: 高林 佑樹) (22 مايو 1980 في شيميزو كو في اليابان – )؛ هو لاعب كرة قدم ياباني سابق كان يلعب كلاعب وسط.

## وصلات خارجية
- يوكي تاكابابياشي على موقع رابطة كرة القدم اليابانية للمحترفين (اليابانية)